# Bains arabes de Jaén
Les Bains Arabes ou Bains de l'Enfant (d'après l'arabe, Hamman al-Walad) sont des thermes de la ville de Jaén. Ils sont situés dans les sous-sols du Palais de Villardompardo, un bâtiment Renaissance construit au XVIe siècle par le comte de Villardompardo, vice-roi du Pérou. Les bains s'étendent sur 450 m2, ce qui en fait l'un des plus grands d'Espagne et d'Europe. Ils sont visités par plus de 55 000 personnes par an.
A l'extérieur, le Palais abrite le Musée International d'Art Naïf et le Musée d'Arts et Coutumes Populaires de Jaén.

## Histoire

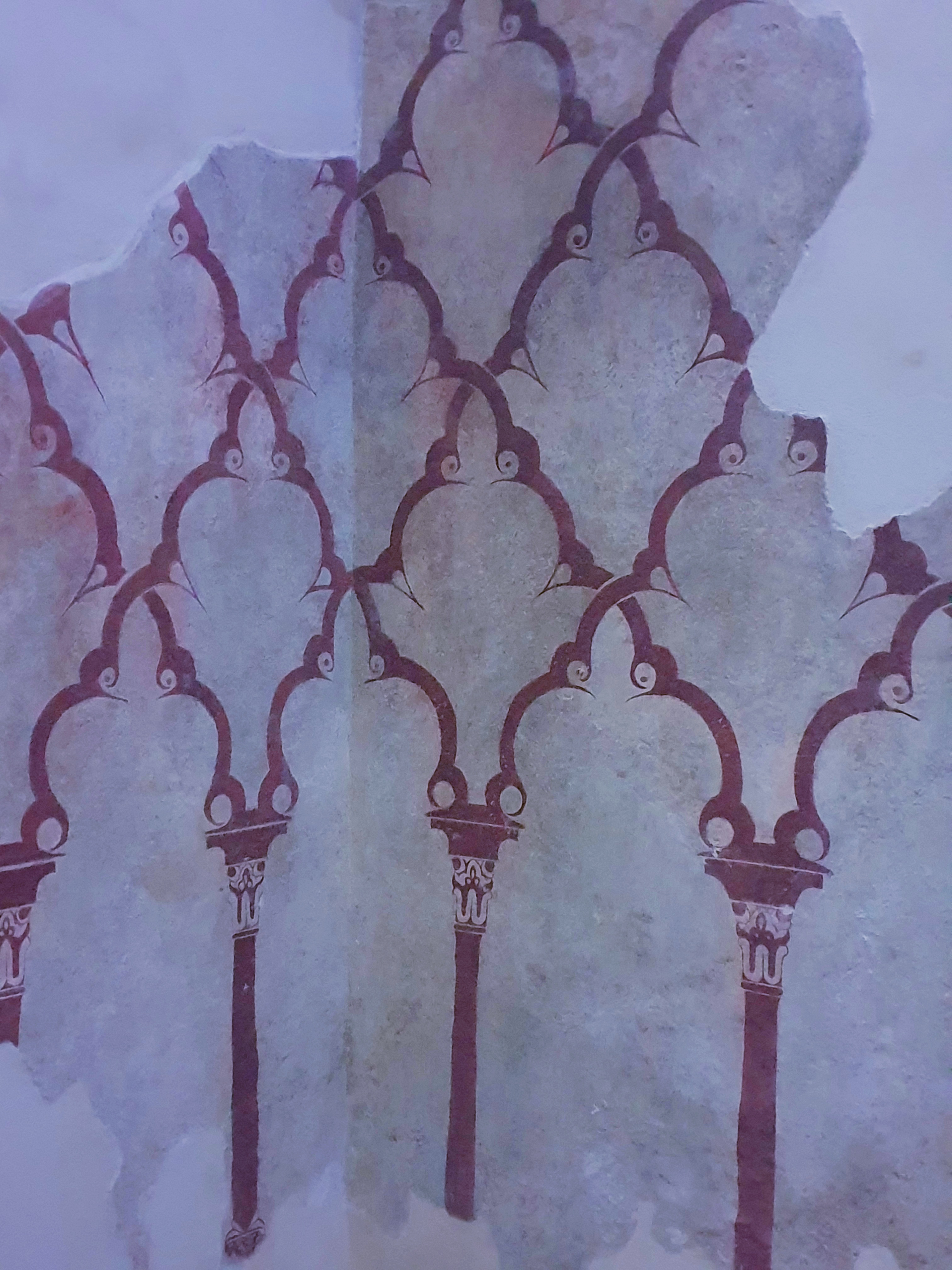
Fresques d'époque almohade (XIIe siècle) trouvées pendant la restauration de 2019 dans le vestiaire.

Ils furent bâtis au XIe siècle en 1002, sur les restes d'une maison ou d'un bain romain avec portique. Ils ont vraisemblablement été réformés au XIIe siècle comme l'attestent les restes de décor almohade conservés dans certaines salles.
Ils restèrent en usage sous domination chrétienne après la conquête de la ville en 1246 par Ferdinand III Le Saint. Durant les siècles XIV et XV, ils perdent leur fonction de bain lorsqu'ils sont transformés en tanneries, dont les restes sont encore visibles dans les salles tempérées et chaudes. À la fin du XVIe siècle Fernando de Torres y Portugal, Ie comte de Villardompardo et VIIe vice-roi du Pérou, construisit son palais de style renaissance au-dessus des bains. Ceux-ci sont alors remplis de gravats pour servir de fondations. Ils restèrent enterrés et cachés dans les fondations et les sous-sols pendant les XVIIIe et XIXe siècles ce qui a permis leur conservation.
Au début du XXe siècle le palais passe aux mains de la Députation Provinciale de Jaén qui libère de l'espace entre 1901 et 1903 pour bâtir une chapelle pour l'Hospice des Femmes. En 1913 Enrique Romarin de Torres découvrit une partie des bains alors qu'il réalisait le Catalogue des Monuments de Jaén. Quatre ans plus tard l'équipe archéologique de Manuel Gómez-Brun proposa de déclarer le bâtiment Monument National, titre qu'ils obtiennent en 1931.
En 1936 commencent les travaux de restauration menés par les architectes Leopoldo Torres Balbás et Luis Berges Martínez mais qui sont interrompues par la guerre civile espagnole. En 1970, la Direction Générale des Beaux-Arts reprend la restauration du bâtiment en la confiant à l'architecte Luis Berges Roldán, fils du précédent et qui termine en 1984 , ce qui lui valut la  Médaille d'Honneur de l'Association Europa Nostra

## Fonction
Dans le monde islamique les ablutions sont une obligation religieuse qui doit être réalisée avant chacune des cinq oraisons quotidiennes. Étant donné que tous les habitants ne pouvaient avoir des bains chez eux, on construisait des bains publics ou Hammam sur le modèle des thermes romains.

## Salles

### Vestibule
Le vestibule  (bayt al-maslaj) est la salle d'accès au complexe, il se situe de façon transversale et présente une longueur de 14mètres et un large de 3,80 mètres. Aux deux bouts se trouvent deux alcôves séparées du reste par des arcs de outre-passés sur des colonnes de taille moyenne. Ce schéma est répété dans toutes les autres salles. Des deux côtés de l'entrée des chemins sont marqués. La salle est couverte par une voûte plein cintre ajourée de 18 ouvertures étoilées. Le sol est revêtu de marbre blanc et les murs enduits et peints avec décor d'arcades de couleur rouge sur fond blanc. En 2019, après la restauration des bains, on a découvert d'autres fresques d'origine almohades dans cette salle qui multiplient pas quatre les fresques déjà connues.

### Frigidarium
Le frigidarium (bayt al-barid) est attenant et similaire au vestibule bien que de moindre taille (11,4 m x 3,50 m.), il est également couvert d'une voûte cintrée ajourée par des ouvertures en étoile pour l'éclairage. Une alcôve située à l'extrémité droite est couverte d'un dôme avec 5 ouvertures similaires.

### Tepidarium
Le tepidarium (bayt al-wastani) est une grande salle carrée de 11,30 m de côté qui enferme un autre carré central, celui-ci couvert par un grand dôme, une calotte hémisphériques sur des pendentifs. Le dôme ne repose pas sur des murs massifs mais sur des arcs de outre-passés posés sur huit colonnes. Dans les quatre coins se trouvent quatre autres dômes plus petits et les espaces restants sont couverts avec quatre voûtes plein cintre ajourées de 3 étoiles chacune. Cette grande salle donne accès par deux arcs outre-passés  à une autre salle de 11,30m x 2,80 m qui domine l'ensemble et qui est couverte d'une voûte plein cintre. A ses extrémités se trouvent des alcôves couvertes de dômes ajourés

### Caldarium
Le caldarium (bayt al-sajum) mesure 15,90 m de longueur par 3,30 m de large, similaire aux salles antérieures. Il est couvert par une voûte ajourée de 15 étoiles avec des alcôves aux bouts éclairés de 5 étoiles chacune. Il est situé à côté de chaudières où l'on chauffait l'eau et qui envoyaient l'air chaud  au-travers de conduits intégrés aux murs. Au centre de la salle, un grand arc sépare la salle de la chaudière, de chaque côté se trouvent deux petites salles qui contiennent un bain de siège carré pour la première, et deux jarres pour l'autre. Au-dessous, soutenu par de petits piliers de brique, se trouve une chambre où circulait l'air chaud qui chauffait le sol de la salle.

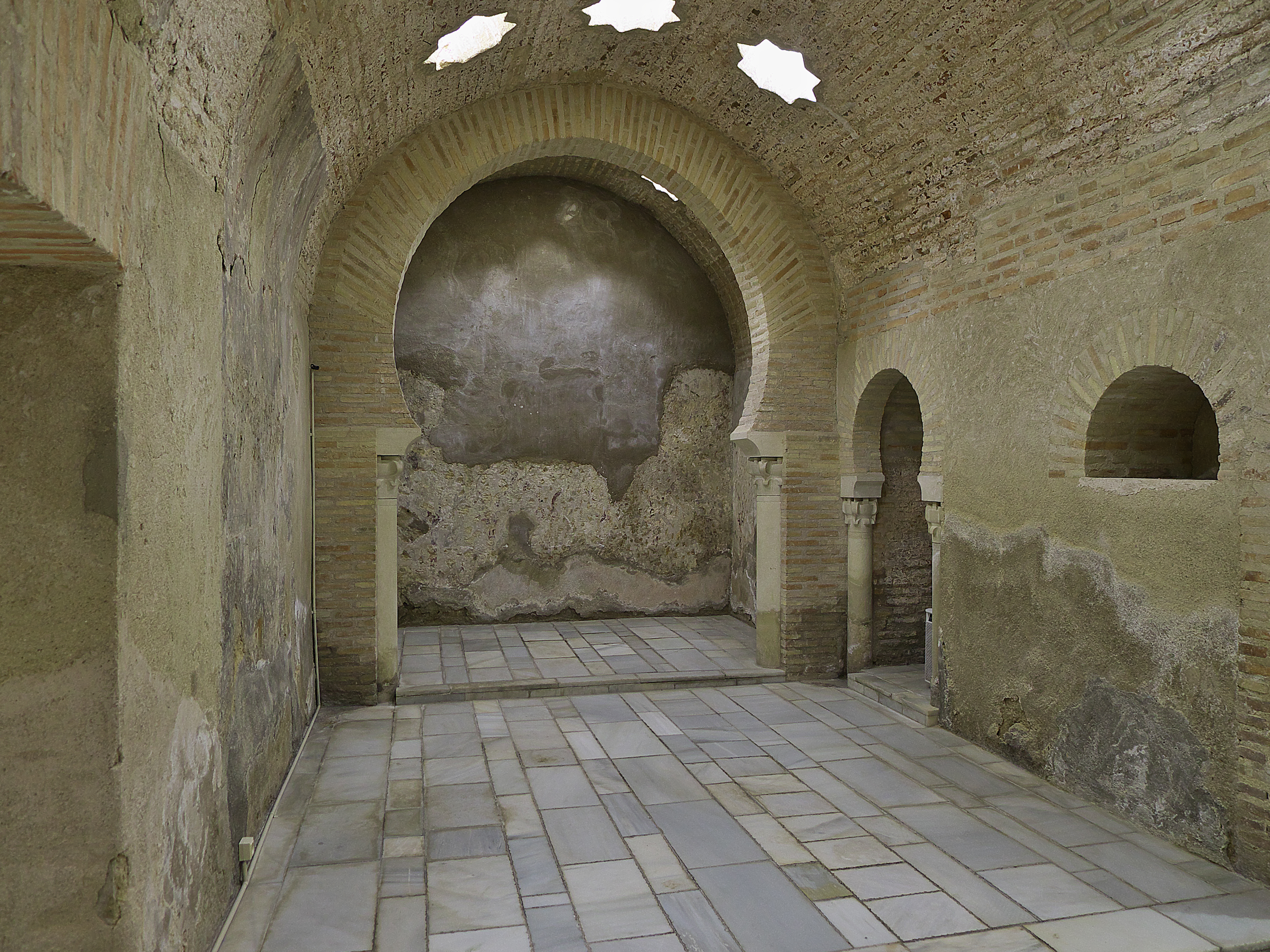
Vestibule (bayt al-maslaj)
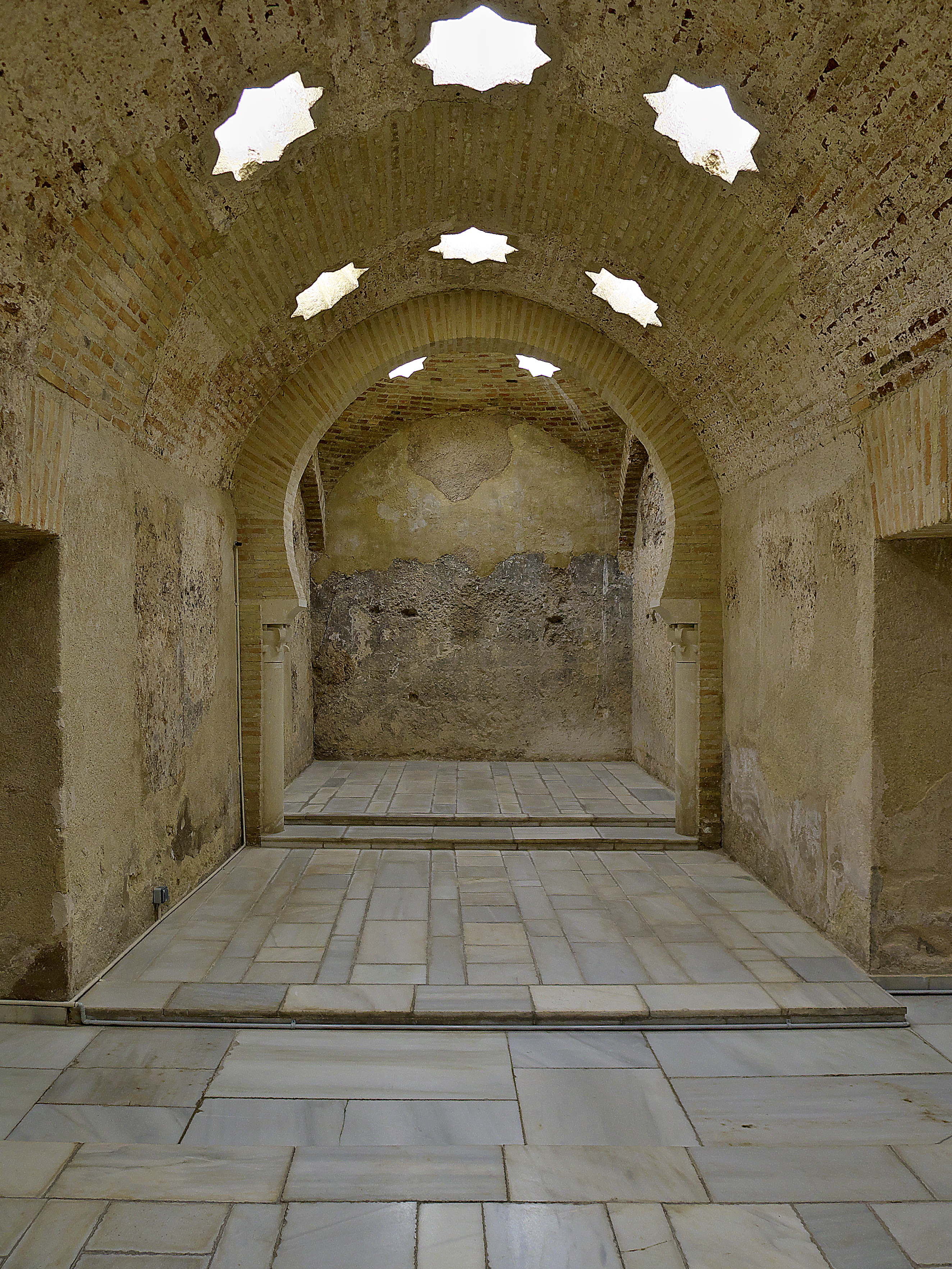
Frigidarium (bayt al-barid)
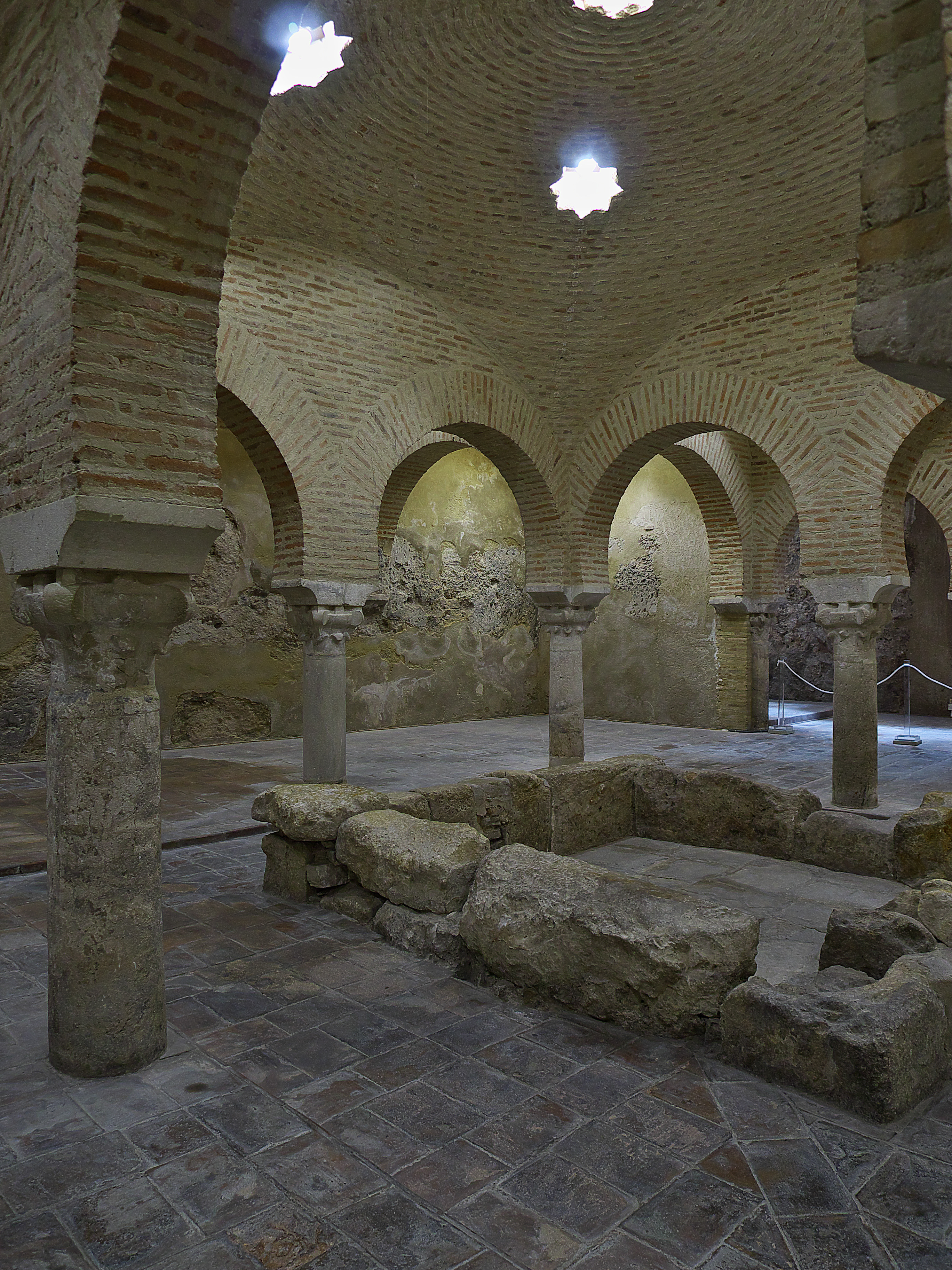
Tepidarium (bayt al-wasti)
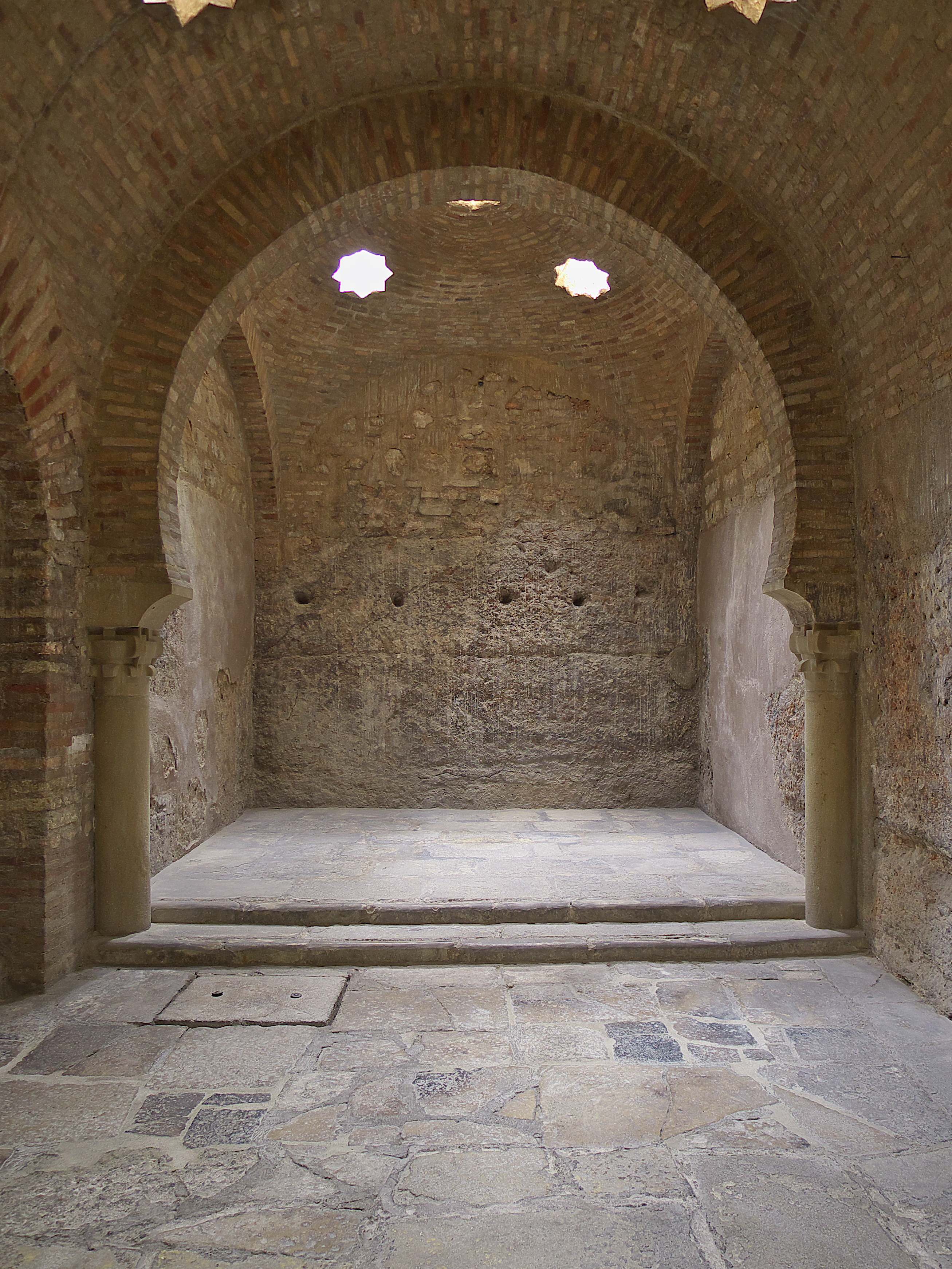
Caldarium (bayt al-sajun)

## Tournages
Fin octobre 2007, les bains arabes ont servi comme lieu de tournage dans le film La conjura de El Escorial du directeur Antonio del Real.